# Sofia Tillgren
Anna Sofia Tillgren, född Björkman 18 september 1815 i Adolf Fredriks församling, Stockholm, död 2 juni 1877 i Klara församling, Stockholm, var en svensk skådespelare.

## Biografi
Anna Sofia Tillgren var engagerad vid Djurgårdsteatern hos Ulrik Torsslow 1835–1842, vid Mindre teatern 1842–1854, Södra teatern 1854–1856, Dramaten 1856–1859, Södra teatern 1859–1865, hos Anders Selinder 1865–1866, hos Constantin Rohde 1866–1869 och slutligen på Ladugårdslandsteatern 1869–1877.
Bland hennes roller nämns Mamsell Sundblad i Mamsell Sundblad vill gifta sig, Fru Carlsson i Frun af stånd och frun i ståndet, Gudule i Ringaren i Notre Dame, Fru Tennander i Syfröknarna, Fru Bernard i Tant Bazu och Fru Hylling i Bröstkaramellerna.
Anna Sofia Tillgren var gift med kollegan Olof Niklas Tillgren.

## Teater

### Roller (ej komplett)
| År   | Roll              | Produktion                                                                                 | Teater         |
| ---- | ----------------- | ------------------------------------------------------------------------------------------ | -------------- |
| 1842 | Skjalf            | Agne Pehr Henrik Ling                                                                      | Nya Teatern    |
| 1842 | Fru Darbert       | Den unge kassören Auguste Arnould och Narcisse Fournier                                    | Nya Teatern    |
| 1842 | Värdshusvärdinnan | En herre och ett fruntimmer Xavier, Félix-Auguste Duvert och Augustin-Théodore de Lauzanne | Nya Teatern    |
| 1847 | Doña Inesilla     | Allas gudson Émile Souvestre                                                               | Mindre teatern |